# Амір Хаджіахметович
Амір Хаджіахметович (босн. Amir Hadžiahmetović, нар. 6 травня 1994, Нексе, Данія) — боснійський футболіст, півзахисник клубу «Бешикташ». На умовах оренди грає за «Чайкур Різеспор».

## Клубна кар'єра
Дорослу кар'єру розпочав у команді клубу «Желєзнічар», де провів два сезони, взявши участь у 36 матчах чемпіонату. 
У 2015 році перейшов у клуб турецької Суперліги «Коньяспор».

## Виступи за збірні
Виступав у складі юнацької збірної Боснії і Герцеговини.
З 2015 року залучався до складу молодіжної збірної Боснії і Герцеговини. На молодіжному рівні зіграв у 4 офіційних матчах.

## Титули і досягнення
- Володар Кубка Туреччини (1):

«Коньяспор»: 2016-17
- Володар Суперкубка Туреччини (1):

«Коньяспор»: 2017